# Mary Joe Fernández
Mary Joe Fernández Godsick o Mary Joe Fernandez, nascuda María José Fernández, (Santo Domingo, 19 d'agost de 1971) és una tennista estatunidenca, ja retirada, guanyadora de tres medalles olímpiques.

## Biografia
Va néixer el 19 de setembre de 1971 en una població desconeguda de la República Dominicana, filla de l'espanyol José Fernández i la cubana Silvia. És cosina de la també tennista Gigi Fernández. De ben petita es traslladà a Miami, ciutat situada a l'estat de Florida, on estudià al Carrollton School of the Sacred Heart.
El 8 d'abril del 2000 es casà amb Anthony Lewisohn Godsick, amb el qual ha tingut dos fills.

## Torneigs del Grand Slam

### Individual: 3 (0−3)
| Resultat  | Núm. | Any  | Campionat            | Oponent      | Marcador      |
| --------- | ---- | ---- | -------------------- | ------------ | ------------- |
| Finalista | 1.   | 1990 | Open d'Austràlia     | Steffi Graf  | 3−6, 4−6      |
| Finalista | 2.   | 1992 | Open d'Austràlia (2) | Monica Seles | 2−6, 3−6      |
| Finalista | 3.   | 1993 | Roland Garros        | Steffi Graf  | 6−4, 2−6, 4−6 |

### Dobles femenins: 7 (2−5)
| Resultat   | Núm. | Any  | Campionat            | Parella           | Oponents                              | Marcador       |
| ---------- | ---- | ---- | -------------------- | ----------------- | ------------------------------------- | -------------- |
| Finalista  | 1.   | 1989 | US Open              | Pam Shriver       | Hana Mandlíková Martina Navrátilová   | 7−5, 4−6, 4−6  |
| Finalista  | 2.   | 1990 | Open d'Austràlia     | Patty Fendick     | Jana Novotná Helena Suková            | 6−7(5), 6−7(6) |
| Guanyadora | 1.   | 1991 | Open d'Austràlia     | Patty Fendick     | Gigi Fernández Jana Novotná           | 7−6(4), 6−1    |
| Finalista  | 3.   | 1992 | Open d'Austràlia (2) | Zina Garrison     | Arantxa Sánchez Vicario Helena Suková | 4−6, 6−7(3)    |
| Finalista  | 4.   | 1996 | Open d'Austràlia (3) | Lindsay Davenport | Chanda Rubin Arantxa Sánchez Vicario  | 5−7, 6−2, 4−6  |
| Guanyadora | 2.   | 1996 | Roland Garros        | Lindsay Davenport | Gigi Fernández Nataixa Zvéreva        | 6−2, 6−1       |
| Finalista  | 5.   | 1997 | Roland Garros (2)    | Lisa Raymond      | Gigi Fernández Nataixa Zvéreva        | 2−6, 3−6       |

## Jocs Olímpics

### Individual
| Any  | Campionat                           | Oponent | Resultat |
| ---- | ----------------------------------- | ------- | -------- |
| 1992 | Jocs Olímpics, Barcelona, Catalunya |         |          |

### Dobles femenins
| Any  | Campionat                            | Parella        | Oponents                                  | Resultat      |
| ---- | ------------------------------------ | -------------- | ----------------------------------------- | ------------- |
| 1992 | Jocs Olímpics, Barcelona, Catalunya  | Gigi Fernández | Conchita Martínez Arantxa Sánchez Vicario | 7−5, 2−6, 6−2 |
| 1996 | Jocs Olímpics, Atlanta, Estats Units | Gigi Fernández | Jana Novotná Helena Suková                | 7−6(7), 6−4   |

## Carrera esportiva

### Inicis
Fernández va cridar l'atenció al món del tennis per la seva sensacional carrera com a jugadora júnior, aconseguint guanyar quatre vegades consecutives el títol junior de l'Orange Bowl. El 1985, amb 14 anys i 8 dies es va convertir en la jugadora més jove en aconseguir guanyar un partit en el quadre principal de l'Open dels Estats Units, a l'aconseguir derrotar Sara Gomer en primera ronda per un 6-1 i 6-4.
El 1986 feu entrada al circuit professional, guanyant l'any 1989 el seu primer títol de dobles a Dallas, fent parella amb Betsy Nagelsen. El seu primer títol a nivell individual l'aconseguí el 1990 al torneig de Tòquio.

### Obert d'Austràlia
Debutà en l'Open d'Austràlia l'any 1989, arribant a la final en categoria individual femenina l'any 1990, on fou derrotada per Steffi Graf per 6-3 i 6-4, i l'any 1992, on fou derrotada per Monica Seles per 6-2 i 6-3.
En categoria de dobles l'any 1990 arribà a la final fent parella amb Patty Fendick, si bé foren derrotades per Jana Novotná i Helena Suková. El 1991 aconseguiren guanyar el torneig en derrotar Gigí Fernández i Jana Novotná. El 1992 tornà a ser finalista del torneig, en aquesta ocasió fent parella amb Zina Garrison, però fou derrotada per Arantxa Sánchez Vicario i Helena Suková. El 1996 tornà a ser finalista, fent parella amb Lindsay Davenport, sent derrotada Chanda Rubin i Arantxa Sánchez Vicario.

### Roland Garros
Debutà en el Torneig de Roland Garros l'any 1985, aconseguint arribar a la final individual femenina l'any 1993, on fou derrotada per Steffi Graf per 4-6, 6-2 i 6-4.
En la categoria de dobles aconseguí la victòria l'any 1996 fent parella amb Lindsay Davenport, derrotant a la final Gigi Fernández i Natasha Zvereva. L'any 1997 tornà a ser finalista, fent parella amb Lisa Raymond, si bé perdé davant Gigi Fernández i Natasha Zvereva.

### Open dels Estats Units
En categoria individual arribà a les semifinals de la competició individual l'any 1990, on fou derrotada per Gabriela Sabatini, que finalment aconseguiria la victòria final.
L'any 1989 arribà a la final de la competició de dobles, fent parella amb Pam Shriver, però foren derrotades per Hana Mandlíková i Martina Navrátilová.

### Jocs Olímpics
Va participar, als 20 anys, en els Jocs Olímpics d'Estiu de 1992 celebrats a Barcelona (Catalunya), on aconseguí guanyar dues medalles olímpiques: la medalla d'or en la competició de dobles fent parella amb Gigí Fernández i al medalla de bronze en la competició individual. En els Jocs Olímpics d'Estiu de 1996 realitzats a Atlanta (Estats Units) aconseguí revalidar el títol de dobles juntament amb Gigí Fernández, i finalitzà quarta en la competició individual en perdre davant Jana Novotná per la lluita per la medalla de bronze.

### Altres torneigs
Al llarg de la seva carrera aconseguí guanyar el Masters d'Indian Wells els anys 1993 i 1995 o el Torneig de Berlín l'any 1997 en categoria individual. En dobles la seva victòria més important fou la victòria l'any 1996 de la Copa Masters femenina fent parella amb Lindsay Davenport.

## Palmarès

### Individual: 16 (7−9)
| Llegenda                     |
| ---------------------------- |
| Grand Slam (0−3)             |
| WTA Tour Championships (0−0) |
| Tier I (1−0)                 |
| Tier II (5−5)                |
| Tier III (1−1)               |
| Tier IV (0−0)                |
| Tier V (0−0)                 |

| Títols per superfície |
| --------------------- |
| Dura (2−4)            |
| Gespa (0−1)           |
| Terra batuda (2−2)    |
| Moqueta (3−2)         |

| Resultat   | Núm. | Data                   | Torneig                          | Superfície   | Oponent           | Marcador         |
| ---------- | ---- | ---------------------- | -------------------------------- | ------------ | ----------------- | ---------------- |
| Finalista  | 1.   | 9 d'octubre de 1989    | Filderstadt, Alemanya Occidental | Moqueta (i)  | Gabriela Sabatini | 6−7(5), 4−6      |
| Finalista  | 2.   | 15 de gener de 1990    | Open d'Austràlia, Austràlia      | Dura         | Steffi Graf       | 3−6, 4−6         |
| Guanyadora | 1.   | 24 de setembre de 1990 | Tòquio, Japó                     | Moqueta (i)  | Amy Frazier       | 3−6, 6−2, 6−3    |
| Guanyadora | 2.   | 15 d'octubre de 1990   | Filderstadt                      | Moqueta (i)  | Barbara Paulus    | 6−1, 6−3         |
| Finalista  | 3.   | 15 d'abril de 1991     | Houston, Estats Units            | Terra batuda | Monica Seles      | 4−6, 3−6         |
| Finalista  | 4.   | 16 de setembre de 1991 | Tòquio                           | Dura         | Monica Seles      | 1−6, 1−6         |
| Finalista  | 5.   | 13 de gener de 1992    | Open d'Austràlia (2)             | Dura         | Monica Seles      | 2−6, 3−6         |
| Finalista  | 6.   | 3 de febrer de 1992    | Essen, Alemanya Occidental       | Moqueta (i)  | Monica Seles      | 0−6, 3−6         |
| Guanyadora | 3.   | 22 de febrer de 1993   | Indian Wells, Estats Units       | Dura         | Amanda Coetzer    | 3−6, 6−1, 7−6(6) |
| Finalista  | 7.   | 24 de maig de 1993     | Roland Garros, França            | Terra batuda | Steffi Graf       | 6−4, 2−6, 4−6    |
| Finalista  | 8.   | 10 de gener de 1994    | Sydney, Austràlia                | Dura         | Kimiko Date       | 4−6, 2−6         |
| Guanyadora | 4.   | 16 de maig de 1994     | Estrasburg, França               | Terra batuda | Gabriela Sabatini | 2−6, 6−4, 6−0    |
| Guanyadora | 5.   | 27 de febrer de 1995   | Indian Wells (2)                 | Dura         | Nataixa Zvéreva   | 6−4, 6−3         |
| Guanyadora | 6.   | 16 d'octubre de 1995   | Brighton, Regne Unit             | Moqueta (i)  | Amanda Coetzer    | 6−4, 7−5         |
| Finalista  | 9.   | 17 de juny de 1996     | Eastbourne, Regne Unit           | Gespa        | Monica Seles      | 0−6, 2−6         |
| Guanyadora | 7.   | 12 de maig de 1997     | Berlín, Alemanya                 | Terra batuda | Mary Pierce       | 6−4, 6−2         |

### Dobles femenins: 42 (18−24)
| Llegenda                     |
| ---------------------------- |
| Grand Slam (2−5)             |
| Jocs Olímpics Or (1−0)       |
| WTA Tour Championships (1−0) |
| Tier I (2−3)                 |
| Tier II (8−9)                |
| Tier III (4−2)               |
| Tier IV (0−0)                |
| Tier V (0−0)                 |

| Títols per superfície |
| --------------------- |
| Dura (7−9)            |
| Gespa (0−1)           |
| Terra batuda (6−4)    |
| Moqueta (5−5)         |

| Resultat   | Núm. | Data                   | Torneig                                         | Superfície   | Parella                 | Oponents                             | Marcador            |
| ---------- | ---- | ---------------------- | ----------------------------------------------- | ------------ | ----------------------- | ------------------------------------ | ------------------- |
| Finalista  | 1.   | 30 de gener de 1989    | Tòquio, Japó                                    | Moqueta (i)  | Claudia Kohde-Kilsch    | Katrina Adams Zina Garrison          | 3−6, 6−3, 6−7(5)    |
| Finalista  | 2.   | 13 de març de 1989     | Boca Raton, Estats Units                        | Dura         | Jo Durie                | Jana Novotná Helena Suková           | 4−6, 2−6            |
| Finalista  | 3.   | 7 d'agost de 1989      | Los Angeles, Estats Units                       | Dura         | Claudia Kohde-Kilsch    | Martina Navrátilová Wendy Turnbull   | 2−5, retirada       |
| Finalista  | 4.   | 28 d'agost de 1989     | US Open, Estats Units                           | Dura         | Pam Shriver             | Hana Mandlíková Martina Navrátilová  | 7−5, 4−6, 4−6       |
| Guanyadora | 1.   | 18 de setembre de 1989 | Dallas, Estats Units                            | Moqueta (i)  | Betsy Nagelsen          | Elise Burgin Rosalyn Fairbank        | 7−6(5), 6−3         |
| Finalista  | 5.   | 15 de gener de 1990    | Open d'Austràlia, Austràlia                     | Dura         | Patty Fendick           | Jana Novotná Helena Suková           | 6−7(5), 6−7(3)      |
| Guanyadora | 2.   | 24 de setembre de 1990 | Tòquio, Japó                                    | Moqueta (i)  | Robin White             | Gigi Fernández Martina Navrátilová   | 4−6, 6−3, 7−6(4)    |
| Guanyadora | 3.   | 15 d'octubre de 1990   | Filderstadt, Alemanya                           | Moqueta (i)  | Zina Garrison           | Mercedes Paz A. Sánchez Vicario      | 7−5, 6−3            |
| Finalista  | 6.   | 5 de novembre de 1990  | Worcester, Estats Units                         | Moqueta (i)  | Jana Novotná            | Gigi Fernández Helena Suková         | 6−3, 3−6, 3−6       |
| Guanyadora | 4.   | 14 de gener de 1991    | Open d'Austràlia                                | Dura         | Patty Fendick           | Gigi Fernández Jana Novotná          | 7−6(4), 6−1         |
| Finalista  | 7.   | 28 de gener de 1991    | Tòquio (2)                                      | Moqueta (i)  | Robin White             | Kathy Jordan Elizabeth Smylie        | 6−4, 0−6, 3−6       |
| Guanyadora | 5.   | 15 de març de 1991     | Miami, Estats Units                             | Dura         | Zina Garrison           | Gigi Fernández Jana Novotná          | 7−5, 6−2            |
| Finalista  | 8.   | 15 d'abril de 1991     | Houston, Estats Units                           | Terra batuda | Patty Fendick           | Jill Hetherington Kathy Rinaldi      | 1−6, 6−2, 1−6       |
| Guanyadora | 6.   | 16 de setembre de 1991 | Tòquio (2)                                      | Dura         | Pam Shriver             | Carrie Cunningham Laura Gildemeister | 6−3, 6−3            |
| Finalista  | 9.   | 11 de novembre de 1991 | Filadèlfia, Estats Units                        | Moqueta (i)  | Zina Garrison           | Larisa Neiland Jana Novotná          | 2−6, 4−6            |
| Finalista  | 10.  | 6 de gener de 1992     | Sydney, Austràlia                               | Dura         | Zina Garrison           | A. Sánchez Vicario Helena Suková     | 6−7(4), 7−6(4), 2−6 |
| Finalista  | 11.  | 13 de gener de 1992    | Open d'Austràlia (2)                            | Dura         | Zina Garrison           | A. Sánchez Vicario Helena Suková     | 4−6, 6−7(3)         |
| Finalista  | 12.  | 15 de juny de 1992     | Eastbourne, Regne Unit                          | Gespa        | Zina Garrison           | Larisa Neiland Jana Novotná          | 0−6, 3−6            |
| Guanyadora | 7.   | 28 d'agost de 1992     | Jocs Olímpics, Barcelona, Espanya               | Terra batuda | Gigi Fernández          | Conchita Martínez A. Sánchez Vicario | 7−5, 2−6, 6−2       |
| Guanyadora | 8.   | 21 de setembre de 1992 | Tòquio (3)                                      | Dura         | Robin White             | Yayuk Basuki Nana Miyagi             | 6−4, 6−4            |
| Finalista  | 13.  | 3 de maig de 1993      | Roma, Itàlia                                    | Terra batuda | Zina Garrison           | Jana Novotná A. Sánchez Vicario      | 4−6, 2−6            |
| Guanyadora | 9.   | 17 de maig de 1993     | Lucerna, Suïssa                                 | Terra batuda | Helena Suková           | Lindsay Davenport Marianne Werdel    | 6−2, 6−4            |
| Finalista  | 14.  | 18 d'octubre de 1994   | Brighton, Regne Unit                            | Moqueta (i)  | Jana Novotná            | Manon Bollegraf Larisa Neiland       | 6−4, 2−6, 3−6       |
| Finalista  | 15.  | 9 de gener de 1995     | Sydney (2)                                      | Dura         | Patty Fendick           | Lindsay Davenport Jana Novotná       | 5−7, 6−2, 4−6       |
| Guanyadora | 10.  | 6 de març de 1995      | Delray Beach, Estats Units                      | Dura         | Jana Novotná            | Lori McNeil Larisa Neiland           | 6−2, 6−4            |
| Guanyadora | 11.  | 22 de maig de 1995     | Estrasburg, França                              | Terra batuda | Lindsay Davenport       | Sabine Appelmans Miriam Oremans      | 6−4, 6−3            |
| Guanyadora | 12.  | 18 de setembre de 1995 | Tòquio (4)                                      | Dura         | Lindsay Davenport       | Amanda Coetzer Linda Wild            | 6−3, 6−2            |
| Guanyadora | 13.  | 8 de gener de 1996     | Sydney                                          | Dura         | Lindsay Davenport       | Lori McNeil Helena Suková            | 6−3, 6−3            |
| Finalista  | 16.  | 15 de gener de 1996    | Open d'Austràlia (3)                            | Dura         | Lindsay Davenport       | Chanda Rubin A. Sánchez Vicario      | 5−7, 6−2, 4−6       |
| Finalista  | 17.  | 1 d'abril de 1996      | Hilton Head, Estats Units                       | Terra batuda | Gigi Fernández          | Jana Novotná A. Sánchez Vicario      | 2−6, 3−6            |
| Guanyadora | 14.  | 27 de maig de 1996     | Roland Garros, França                           | Terra batuda | Lindsay Davenport       | Gigi Fernández Nataixa Zvéreva       | 6−2, 6−1            |
| Finalista  | 18.  | 5 d'agost de 1996      | Montreal, Canadà                                | Dura         | Helena Suková           | Larisa Neiland A. Sánchez Vicario    | 6−7(1), 1−6         |
| Guanyadora | 15.  | 4 de novembre de 1996  | Oakland, Estats Units                           | Moqueta (i)  | Lindsay Davenport       | Irina Spîrlea Nathalie Tauziat       | 6−1, 6−3            |
| Guanyadora | 16.  | 18 de novembre de 1996 | WTA Tour Championships, Nova York, Estats Units | Moqueta (i)  | Lindsay Davenport       | Jana Novotná A. Sánchez Vicario      | 6−3, 6−2            |
| Guanyadora | 17.  | 31 de març de 1997     | Hilton Head                                     | Terra batuda | Martina Hingis          | Lindsay Davenport Jana Novotná       | 7−5, 4−6, 6−1       |
| Guanyadora | 18.  | 19 de maig de 1997     | Madrid, Espanya                                 | Terra batuda | Arantxa Sánchez Vicario | Inés Gorrochategui Irina Spîrlea     | 6−3, 6−2            |
| Finalista  | 19.  | 26 de maig de 1997     | Roland Garros                                   | Terra batuda | Lisa Raymond            | Gigi Fernández Nataixa Zvéreva       | 2−6, 3−6            |
| Finalista  | 20.  | 10 d'agost de 1998     | Boston, Estats Units                            | Dura         | Mariaan de Swardt       | Lisa Raymond Rennae Stubbs           | 4−6, 4−6            |
| Finalista  | 21.  | 21 de setembre de 1998 | Tòquio                                          | Dura         | Arantxa Sánchez Vicario | Anna Kúrnikova Monica Seles          | 4−6, 4−6            |
| Finalista  | 22.  | 11 de gener de 1999    | Sydney (3)                                      | Dura         | Anke Huber              | Elena Likhovtseva Ai Sugiyama        | 3−6, 6−2, 0−6       |
| Finalista  | 23.  | 5 de març de 1999      | Indian Wells, Estats Units                      | Dura         | Jana Novotná            | Martina Hingis Anna Kúrnikova        | 2−6, 2−6            |
| Finalista  | 24.  | 18 de març de 1999     | Miami                                           | Dura         | Monica Seles            | Martina Hingis Jana Novotná          | 6−0, 4−6, 6−7(1)    |

### Equips: 4 (1−3)
| Resultat   | Núm. | Data                      | Torneig                                     | Superfície   | Equip                                          | Oponents                                                                 | Marcador |
| ---------- | ---- | ------------------------- | ------------------------------------------- | ------------ | ---------------------------------------------- | ------------------------------------------------------------------------ | -------- |
| Finalista  | 1.   | 1−9 d'octubre de 1991     | Copa Federació, Nottingham, Regne Unit      |              | Jennifer Capriati Gigi Fernandez Zina Garrison | Conchita Martínez Pilar Pérez A. Sánchez Vicario                         | 1−2      |
| Finalista  | 2.   | 24 de juliol de 1994      | Copa Federació, Frankfurt, Alemanya (2)     | Terra batuda | Lindsay Davenport Gigi Fernandez               | Conchita Martínez Ángeles Montolio V. Ruano Pascual A. Sánchez Vicario   | 0−3      |
| Finalista  | 3.   | 25−26 de novembre de 1995 | Copa Federació, València, Espanya (3)       | Terra batuda | Lindsay Davenport Gigi Fernandez Chanda Rubin  | Conchita Martínez V. Ruano Pascual M. Sánchez Lorenzo A. Sánchez Vicario | 2−3      |
| Guanyadora | 1.   | 28−29 de setembre de 1996 | Copa Federació, Atlantic City, Estats Units | Moqueta (i)  | Lindsay Davenport Monica Seles Linda Wild      | Gala León García Conchita Martínez V. Ruano Pascual A. Sánchez Vicario   | 5−0      |

## Trajectòria

### Individual
| Open d'Austràlia | A           | NC          | A           | A  | 4R          | F           | SF          | F  | QF          | 4R          | 4R          | 4R | SF          | A           | 3R          | 0 / 10 |  |
| Roland Garros | 1R          | QF          | 2R          | A  | SF          | QF          | QF          | 3R | F           | 3R          | 1R          | 4R | QF          | A           | 4R          | 0 / 13 |  |
| Wimbledon | A           | 1R          | 4R          | 4R | 4R          | A           | SF          | 3R | 3R          | 3R          | QF          | QF | 4R          | A           | 1R          | 0 / 12 |  |
| US Open | 2R          | 3R          | 3R          | 3R | 1R          | SF          | 3R          | SF | A           | 3R          | QF          | A  | 4R          | 3R          | 4R          | 0 / 13 |  |
| Jocs Olímpics | No celebrat | No celebrat | No celebrat | A  | No celebrat | No celebrat | No celebrat | 3a | No celebrat | No celebrat | No celebrat | 4a | No celebrat | No celebrat | No celebrat | 0 / 2  |  |
| Rànquing a final d'any | 99          | 27          | 20          | 15 | 12          | 4           | 8           | 6  | 7           | 14          | 8           | 16 | 10          | 76          | 38          |        |  |
| Llegenda: G: Guanyadora; F: Finalista; SF: Semifinalista; QF: Quarts de final; Q: Qualificació; A: Absent; RR: Round Robin; |             |             |             |    |             |             |             |    |             |             |             |    |             |             |             |        |  |

### Dobles femenins
| Open d'Austràlia | NC  | A  | A  | QF          | F           | G           | F  | QF          | QF          | QF          | F  | 2R          | A           | 2R          | 1 / 10 |  |
| Roland Garros | A   | 1R | A  | 2R          | A           | QF          | 1R | 3R          | 3R          | SF          | G  | F           | A           | 2R          | 1 / 10 |  |
| Wimbledon | A   | 1R | A  | A           | A           | SF          | QF | SF          | 1R          | 1R          | QF | QF          | A           | QF          | 0 / 9  |  |
| US Open | 1R  | 1R | 2R | F           | A           | SF          | QF | A           | A           | A           | A  | 3R          | 3R          | QF          | 0 / 9  |  |
| Jocs Olímpics | NC  | NC | A  | No celebrat | No celebrat | No celebrat | 1a | No celebrat | No celebrat | No celebrat | 1a | No celebrat | No celebrat | No celebrat | 2 / 2  |  |
| Rànquing a final d'any | 131 | 85 | 63 | 8           | 6           | 5           | 11 | 15          | 26          | 10          | 5  | 16          | 89          | 26          |        |  |
| Llegenda: G: Guanyadora; F: Finalista; SF: Semifinalista; QF: Quarts de final; Q: Qualificació; A: Absent; RR: Round Robin; |     |    |    |             |             |             |    |             |             |             |    |             |             |             |        |  |

### Dobles mixts
| Open d'Austràlia | NC | A  | A | A  | 2R | A | A | A | QF | QF | 2R | A  | 0 / 4 |
| Roland Garros | 1R | 1R | A | A  | A  | A | A | A | A  | A  | A  | A  | 0 / 2 |
| Wimbledon | A  | 1R | A | QF | A  | A | A | A | 1R | QF | A  | 2R | 0 / 5 |
| US Open | 2R | A  | A | QF | A  | A | A | A | QF | A  | A  | A  | 0 / 3 |
| Llegenda: G: Guanyadora; F: Finalista; SF: Semifinalista; QF: Quarts de final; Q: Qualificació; A: Absent; RR: Round Robin; |    |    |   |    |    |   |   |   |    |    |    |    |       |